# 돈 스웨이지
돈 스웨이지(Don Swayze, 1958년 8월 10일 ~ )는 미국의 배우이다.

## 출연 작품
- 뱀파이어 헌터스 D (2019)
- 악녀: 더 킬러 (2015)
- 어피어링 (2013)
- 히든스 앤드 시브즈 (2012)
- 다크 캐년 (2012)
- 파우더 블루 (2009)
- 사랑은 은반 위에 2 (2006)
- 비지테이션 (2006)
- 크리미널 마인드 (2005)
- 카니발 (2003)
- 프라핏 게임 (1999)
- 트레인 테러 (1998)
- 방탕자들 (1996)
- 디지털 맨 (1995)
- 포스 투 킬 (1994)
- 여자가 사랑을 훔칠 때 (1994)
- 해피 투어 (1994)
- 블랙 시티 (1993)
- 비치 베이브 (1993)
- 육체의 문 (1993)
- 죽음의 반지 (1993)
- 마지막 탄환 (1991)
- 대반격 (1991)
- 지옥의 테러 (1989)
- 트래퍼 카운티의 공포 (1989)
- 샤이 피플 (1987)
- 휴마노이드 (1985)
- 결혼 환상곡 (1984)
- 더 영 앤 더 레스트리스 (1973)